# کروننبرگ (راینلاند-فالتس)
کروننبرگ (به آلمانی: Cronenberg) یک شهر در آلمان است که در Lauterecken-Wolfstein واقع شده‌است. کروننبرگ ۱۶۴ نفر جمعیت دارد.